# 幻想組曲 -ばらによせて-
『幻想組曲 -ばらによせて-』（げんそうくみきょく -ばらによせて-）は、曽祢まさこによる日本の漫画作品。

## 概要
『なかよし』（講談社）において、1986年から1987年まで連載された。

## 書誌情報
曽祢まさこ 『幻想組曲 -ばらによせて-』 講談社〈講談社コミックスなかよし〉、全1巻
- 1巻、1987年4月6日発行、ISBN 4-06-178569-9